# Die Rache des Ivanhoe
Die Rache des Ivanhoe (Originaltitel: La rivincita di Ivanhoe) ist ein im Januar 1965 in Italien veröffentlichter Ritterfilm, den Tanio Boccia preisgünstig inszenierte. Hauptdarsteller Rik van Nutter agierte unter dem Pseudonym „Clyde Rogers“ als Titelheld. Im deutschsprachigen Raum wurde er am 29. Oktober 1965 erstaufgeführt.

## Handlung
Auf dem Schloss der Hastings werden perfide Strategien verfolgt, um die Herrschaft über die gesamten Gebiete der Gegend vom schwachen König Johann Ohneland zu übernehmen. So haben sie Rowena, die Verlobte des entrechteten Ritters Ivanhoe, als Geisel, die sie zu einer ihnen genehmen Hochzeit mit dem von Johann protegierten Brian zwingen wollen. Ivanhoe selbst befreit deren Bruder Arthur aus den Händen der Hastings-Soldaten und plant mit dem Einsiedler Tibaldo und den Rebellen von Lockey das weitere Vorgehen.
Als Rowena nach einer falschen Anklage ein Gottesurteil verlangt, kämpft Ivanhoe unerkannt für sie gegen den Sohn des Hastings-Patriarchen, Bertrand. Nach seinem Sieg gelingt es den Hastings jedoch, Arthur in ihre Gewalt zu bringen, sodass Rowena in die geplante Hochzeit mit Brian einwilligt. Ivanhoe kann diesen auf seinem Weg zur Burg Hastings abfangen und gibt sich dort als der Bräutigam aus. Arthur wird befreit und führt die Rebellen, wie mit Ivanhoe abgesprochen, zur Burg. Bei den folgenden Kämpfen wird Bertrand getötet. Johann gibt dem Ritter Ivanhoe mit seiner Frau Rowena wieder alle Rechte und Ländereien zurück.

## Kritik
Das „romantische Ritterabenteuer“ ist eine der vielen Verfilmungen des Stoffes - und nicht die schlechteste, trotz begrenzter Mittel, so „Mymovies.it“. Der Evangelische Film-Beobachter kommt zu folgendem Schluss: Ein naives, abenteuerreiches, italienisches Bilderbuch über das England des 13. Jahrhunderts. Ab 12, ohne Empfehlung.

## Bemerkungen
In Italien hatte der Film nur in der Provinz Kinoeinsätze.

## Synchronisation
- Rik van Nutter: Rainer Brandt (DDR-Synchro 1981: Gottfried Richter)
- Andrea Aureli: Alf Marholm